# Prosthechea macrothyrsodes
Prosthechea macrothyrsodes là một loài thực vật có hoa trong họ Lan. Loài này được (Rchb.f.) Christenson mô tả khoa học đầu tiên năm 2006.